# Oxya gorakhpurensis
Oxya gorakhpurensis is een rechtvleugelig insect uit de familie veldsprinkhanen (Acrididae). De wetenschappelijke naam van deze soort is voor het eerst geldig gepubliceerd in 1985 door Usmani & Shafee.